# چقاگذر
چقاگذر (به لاتین: Çagagüzer) یک منطقهٔ مسکونی در ترکمنستان است که در ولایت لب آب واقع شده‌است. چقاگذر ۲۴۵ متر بالاتر از سطح دریا واقع شده‌است.